# Cleburne (Texas)
Cleburne ist die Bezirkshauptstadt und Sitz der Countyverwaltung (County Seat) des Johnson County im US-Bundesstaat Texas in den Vereinigten Staaten. Das U.S. Census Bureau hat bei der Volkszählung 2020 eine Einwohnerzahl von 31.352 ermittelt.

## Geographie
Die Stadt liegt 45 Kilometer südlich von Fort Worth, nahe dem Zentrum des Countys im mittleren Nordosten von Texas und hat eine Gesamtfläche von 78,9 km², davon 6,9 km² Wasserfläche.

## Geschichte
Während des Sezessionskriegs war die kleine Ansiedlung als Camp Henderson bekannt und diente als Sammelpunkt der Freiwilligen dieser Gegend. Erst 1867 wurde es zur ordentlichen Stadt und löste auf Grund seiner zentralen Lage Buchanan als County Seat ab. Benannt wurde die Stadt nach Patrick Ronayne Cleburne, einem Generalmajor der Armee der Konföderierten Staaten von Amerika.

## Demographie
Nach der Volkszählung im Jahr 2000 lebten hier 26.005 Menschen in 9335 Haushalten und 6767 Familien. Die Bevölkerungsdichte betrug 361,3 Einwohner pro km². Ethnisch betrachtet setzte sich die Bevölkerung zusammen aus 86,32 % weißer Bevölkerung, 4,44 % Afroamerikanern, 0,47 % amerikanischen Ureinwohnern, 0,42 % Asiaten, 0,21 % Bewohnern aus dem pazifischen Inselraum und 6,42 % aus anderen ethnischen Gruppen. Etwa 1,73 % waren gemischter Abstammung und 19,90 % der Bevölkerung waren spanischer oder lateinamerikanischer Abstammung.
Von den 9335 Haushalten hatten 35,8 % Kinder unter 18 Jahre, die im Haushalt lebten. 56,2 % davon waren verheiratete, zusammenlebende Paare. 11,9 % waren allein erziehende Mütter und 27,5 % waren keine Familien. 24,0 % aller Haushalte waren Singlehaushalte und in 11,6 % lebten Menschen, die 65 Jahre oder älter waren. Die Durchschnittshaushaltsgröße betrug 2,71 und die durchschnittliche Größe einer Familie belief sich auf 3,20 Personen.
27,9 % der Bevölkerung waren unter 18 Jahre alt, 9,7 % von 18 bis 24, 28,5 % von 25 bis 44, 20,0 % von 45 bis 64, und 13,8 % die 65 Jahre oder älter waren. Das Durchschnittsalter war 33 Jahre. Auf 100 weibliche Personen aller Altersgruppen kamen 94,2 männliche Personen. Auf 100 Frauen im Alter von 18 Jahren und darüber kamen 91,2 Männer.

Das jährliche Durchschnittseinkommen eines Haushalts betrug 35.481 USD, das Durchschnittseinkommen einer Familie 41.975 USD. Männer hatten ein Durchschnittseinkommen von 32.131 USD gegenüber den Frauen mit 21.778 USD. Das Prokopfeinkommen betrug 16.762 USD. 13,5 % der Bevölkerung und 10,0 % der Familien lebten unterhalb der Armutsgrenze. Davon waren 17,2 % Kinder und Jugendliche unter 18 Jahren und 13,6 % waren 65 oder älter.

## Söhne und Töchter der Stadt
- Johnny Carroll (1937–1995), Rockabilly-Musiker
- Freddy E. McFarren (* 1943), Generalleutnant der United States Army
- Willie Lewis (1905–1971), Jazz-Klarinettist, Saxophonist und Bandleader
- Raymond Miles (1932–2019), Managementforscher und Professor für Betriebswirtschaftslehre an der Haas School of Business der University of California